# Eois simplicearia
Eois simplicearia är en fjärilsart som beskrevs av Walker 1861. Eois simplicearia ingår i släktet Eois och familjen mätare. Inga underarter finns listade i Catalogue of Life.